# Eugene Garfield
Eugene Eli Garfield (16 de setembro de 1925 – 26 de fevereiro de 2017) foi um linguista e empresário americano, um dos fundadores da bibliometria e da cientometria. Ele ajudou a criar Current Contents, Science Citation Index (SCI), Journal Citation Reports e Index Chemicus, entre outros, e fundou a revista The Scientist.

## Infância e educação
Garfield nasceu em 1925 em Nova Iorque como Eugene Eli Garfinkle, e foi criado em uma família judia lituana italiana. Ele estudou na Universidade de Colorado e Universidade da Califórnia, Berkeley antes de obter um Bachelor of Science licenciatura em química da Universidade de Columbia em 1948. Garfield também se formou em Biblioteconomia pela Columbia University em 1953 Ele fez seu doutorado no Departamento de Linguística da Universidade da Pensilvânia, que concluiu em 1961 por desenvolver um algoritmo para traduzir a nomenclatura química em fórmulas químicas.

## Carreira e pesquisa
Garfield fundou o Instituto de Informação Científica (ISI), localizado na Filadélfia, Pensilvânia. O ISI formou uma parte importante da divisão de ciências da Thomson Reuters. Em outubro de 2016, a Thomson Reuters concluiu a venda de sua divisão de propriedade intelectual e ciência; agora é conhecido como Clarivate Analytics.
Garfield é responsável por muitos produtos bibliográficos inovadores, incluindo o Current Contents, o Science Citation Index (SCI) e outros bancos de dados de citações, o Journal Citation Reports e o Index Chemicus. Ele é o editor e editor fundador da The Scientist, uma revista de notícias para cientistas da vida. Em 2003, a Escola de Informação da Universidade do Sul da Flórida teve a honra de tê-lo como professor da Alice G. Smith Lecture. Em 2007, ele lançou o HistCite, um pacote de software de análise e visualização bibliométrica.
Seguindo as ideias inspiradas no artigo altamente citado de Vannevar Bush, de 1945, As We May Think, Garfield empreendeu o desenvolvimento de um índice abrangente de citações, mostrando a propagação do pensamento científico; ele fundou o Institute for Scientific Information em 1955 (foi vendido para a Thomson Corporation em 1992). Segundo Garfield, "o índice de citação... pode ajudar um historiador a medir a influência de um artigo - ou seja, seu 'fator de impacto'". A criação do Science Citation Index possibilitou o cálculo do fator de impacto, que mede ostensivamente a importância das revistas científicas. Isso levou à descoberta inesperada de que alguns periódicos como Nature e Science eram essenciais para todas as hard sciences. O mesmo padrão não acontece com as humanidades ou as ciências sociais.
Seu talento empreendedor em transformar o que era, pelo menos na época, uma métrica obscura e especializada em um negócio altamente lucrativo foi observado.
O trabalho de Garfield levou ao desenvolvimento de vários algoritmos de recuperação de informações, como o algoritmo HITS e o PageRank. Ambos usam a citação estruturada entre sites por meio de hiperlinks. Os co-fundadores do Google, Larry Page e Sergey Brin, reconheceram Gene no desenvolvimento do PageRank, o algoritmo que impulsiona o mecanismo de busca de sua empresa.

## Honras e prêmios
Garfield recebeu a medalha John Price Wetherill em 1984 e a Medalha Memorial Derek de Solla Price em 1984 em 1984. Ele também recebeu o Prêmio Richard J. Bolte Sr. em 2007. A Associação de Biblioteconomia e Educação em Ciência da Informação tem um fundo para pesquisa de doutorado através de um prêmio em homenagem a Garfield.

## Crítica
Ao escrever em Physiology News, nº 69, inverno de 2007, David Colquhoun, do Departamento de Farmacologia da University College London, descreveu o "fator de impacto", um método para comparar periódicos acadêmicos, como "a invenção de Eugene Garfield, um homem que causou um enorme dano à verdadeira ciência". Colquhoun ridicularizou a afirmação de C. Hoeffel de que o fator de impacto de Garfield "tem a vantagem de já existir e, portanto, é uma boa técnica para avaliação científica" ao dizer "você não pode ficar muito mais burro do que isso". É uma 'boa técnica' porque já existe? Há algo melhor. Leia os jornais".

## Vida pessoal
Garfield deixa uma esposa, três filhos, uma filha, uma enteada, duas netas e dois bisnetos.